# Radio resource management
La Radio Resource Management (RRM) è la gestione a livello di sistema delle risorse radio e di altre caratteristiche di trasmissione radio nei sistemi di comunicazione wireless, come ad esempio reti cellulari, reti locali wireless, sistemi di sensori wireless e broadcasting. La RRM comprende strategie e algoritmi per la gestione di parametri quali potenza di trasmissione, allocazione degli utenti, beamforming, velocità dei dati, criteri di handover, schemi di modulazione, schemi di codifica degli errori, ecc, con l'obiettivo di utilizzare le limitate risorse dello spettro delle radiofrequenze e l'infrastruttura di rete nel modo più efficiente possibile.
La RRM è relativa più a problemi di capacità a livello di rete nei casi multi-utente e multi-cella invece che alla capacità a livello di canale punto-punto. La ricerca tradizionale nel campo delle telecomunicazioni spesso si concentra sulla codifica dei canali e sulla codifica di sorgente tenendo conto di un singolo utente, ma quando più utenti e stazioni base adiacenti condividono lo stesso canale di frequenza, potrebbe non essere possibile raggiungere la massima capacità del canale. Schemi RRM dinamici efficienti possono aumentare l'efficienza spettrale del sistema di un ordine di grandezza, che spesso è considerevolmente maggiore di quanto sia possibile introdurre con schemi avanzati di codifica dei canali e di codifica della sorgente. La RRM è particolarmente importante nei sistemi limitati dall'interferenza tra canali piuttosto che dal rumore, ad esempio nei sistemi cellulari e nelle reti broadcast che coprono in modo omogeneo vaste aree, oppure nelle reti wireless costituite da molti punti di accesso adiacenti che possono riutilizzare le stesse frequenze di canale.
Il costo per l'implementazione di una rete wireless è normalmente determinato dalle stazioni radio base (costi immobiliari, pianificazione, manutenzione, rete di distribuzione, energia, ecc.) e talvolta anche dai costi per la licenza delle frequenze. Quindi, l'obiettivo della gestione delle risorse radio è in genere quello di massimizzare l'efficienza spettrale del sistema (in bit/s/Hz/unità di area o Erlang/MHz/sito) nel rispetto di un vincolo di equità per l'utente, ad esempio assicurando un grado di servizio superiore a un certo livello. Quest'ultima prevede la copertura di una determinata area evitando interruzioni dovute a interferenze tra canali, rumore, attenuazione causata da perdite di percorso, fading causato da shadowing e multipath, spostamento Doppler e altre forme di distorsione. La qualità del servizio è inoltre influenzata dai blocchi dovuti al controllo degli accessi, alla mancanza di programmazione o all'impossibilità di garantire la qualità del servizio richiesto dagli utenti.
Mentre la gestione classica delle risorse radio considerava principalmente l'allocazione delle risorse di tempo e frequenza (con modelli di riutilizzo spaziale fissi), le recenti tecniche MIMO multiutente consentono una gestione adattiva delle risorse anche nel dominio spaziale. Relativamente alle reti cellulari, questo ha permesso di sostituire il riutilizzo frazionario della frequenza utilizzato nelle reti GSM con un riutilizzo universale della frequenza nelle reti LTE.

## RRM statica
La RRM statica prevede la pianificazione manuale o computerizzata delle celle fisse o la pianificazione della rete radio. Alcuni esempi di questo tipo sono:
- piani di allocazione delle bande di frequenza decisi dagli enti di standardizzazione, dalle autorità nazionali per le frequenze e nelle aste delle risorse di frequenza.
- distribuzione dei siti delle stazioni radio base (o dei siti di trasmissione radiotelevisiva)
- altezze delle antenne
- piani di frequenza dei canali
- direzioni delle antenne settoriali
- selezione dei parametri di modulazione e codifica di canale
- diversità spaziale dell'antenna della stazione radio base, ad esempio
  - microdiversità del ricevitore utilizzando la ricombinazione del segnale
  - macrodiversità del trasmettitore come reti OFDM a singola frequenza (SFN)

La RRM statica è utilizzata in molti sistemi wireless tradizionali, ad esempio nei sistemi cellulari 1G e 2G, nelle attuali reti locali wireless e anche nei sistemi di tipo non cellulari, come ad esempio nei sistemi di broadcasting. Esempi di questo tipo sono:
- commutazione di circuito mediante FDMA e TDMA.
- assegnazione fissa dei canali (FCA)
- criteri di handover statici

## RRM dinamica
La RRM dinamica regola in modo adattivo i parametri della rete radio in base al traffico, alla posizione e alla mobilità degli utenti, ai requisiti della qualità del servizio, alla densità delle stazioni base, ecc. Gli schemi RRM dinamici vengono presi in considerazione nella progettazione dei sistemi wireless, al fine di ridurre al minimo la costosa pianificazione manuale delle celle e ottenere modelli di riutilizzo delle frequenze più "rigorosi", con conseguente miglioramento dell'efficienza spettrale del sistema .
Alcuni schemi sono centralizzati, dove ad esempio diverse stazioni radio base e punti di accesso sono controllati da un Radio Network Controller (RNC), mentre altri sono distribuiti, come algoritmi autonomi in stazioni mobili, stazioni radio base o punti di accesso wireless, o coordinati tramite lo scambio di informazioni tra le stazioni.
Esempi di questo tipo sono:
- algoritmi di controllo della potenza
- algoritmi di precodifica
- algoritmi di adattamento dei link
- algoritmi di allocazione dinamica dei canali (DCA) o di selezione dinamica della frequenza (DFS), che consentono il cell breathing
- criteri di handover adattivi al traffico, che consentono il cell breathing
- riutilizzare il partizionamento
- filtraggio adattivo, ad esempio
  - Cancellazione dell'interferenza a singola antenna (SAIC)
- diversità dinamica, ad esempio
  - soft handover
  - reti dinamiche a singola frequenza (DSFN)
  - antenna phased array con
    - beamforming
    - comunicazioni multi-ingresso multi-uscita (MIMO)
    - codifica spazio-temporale
- controllo di ammissione
- allocazione dinamica della banda mediante schemi di accesso multiplo con prenotazione delle risorse o multiplexing statistico, ad esempio spread spectrum e/o radio a pacchetto
- pianificazione dipendente dal canale, ad esempio
  - Pianificazione max-min fair utilizzando ad esempio la fair queuing
  - Pianificazione proportional fair utilizzando ad esempio weighted fair queuing
  - Pianificazione maximum throughput (offre un livello di servizio basso a causa della carenza di risorse)
  - Dynamic packet assignment (DPA)
  - Schemi Packet and Resource Plan Scheduling (PARPS)
- reti mobili ad hoc che utilizzano la comunicazione multihop
- cognitive radio
- Comunicazione verde
- QoS-aware RRM
- Femtocelle

## RRM intercellulari
Le reti come lo standard LTE sono progettate per il riutilizzo della frequenza in quanto celle vicine utilizzano lo stesso spettro di frequenza. Tali standard sfruttano lo Space Division Multiple Access (SDMA) e possono quindi essere molto efficienti in termini di spettro richiedendo al contempo uno stretto coordinamento tra celle per evitare eccessive interferenze. Come nella maggior parte delle implementazioni dei sistemi cellulari, l'efficienza spettrale complessiva del sistema non è limitata dalla portata o dal rumore, bensì dall'interferenza. La RRM intercellulare coordina l'allocazione delle risorse tra diversi siti cellulari utilizzando tecniche di tipo MIMO multiutente. Esistono vari mezzi di coordinamento delle interferenze intercellulari (ICIC) già definiti nello standard. Le reti dinamiche a frequenza singola, la pianificazione coordinata, il multi-site MIMO o la joint multi-cell precoding sono altri esempi di gestione delle risorse radio intercellulare.